# 秋 (漫畫家)
秋是日本漫画家、插畫家。

## 作品列表

### 漫畫
- 歌姬（《Magazine ZERO》刊載、Libre出版、台灣國際角川書店、全1冊）
- 神的樂園（オリンポス）（《Comic ZERO-SUM》刊載、一迅社、長鴻出版社、全2冊）
- 花祭（《Daria》、《Magazine BE×BOY》刊載、Libre出版、台灣國際角川書店、全1冊）
- A·D－天使的謊言－（A・D -天使の嘘-）（連載中、Libre出版、台灣國際角川書店、已出版2冊）
- 神的試練（アルオスメンテ）（《Comic ZERO-SUM增刊WARD》連載中、一迅社、長鴻出版社、已出版2冊）
- 彼岸之石（彼岸の石）（連載、東立出版社、全一冊）

### 插畫
- 維多利亞薔薇色系列（青木祐子、集英社Cobalt文庫）
- Sugar Apple Fairy Tale系列（三川みり、角川書店角川Beans文庫）
- 系列（榎木洋子、小學館LuLuLu文庫）
- （藤井栞、Oakla出版）
- （河上朔、EastPress）
- 系列（久賀理世、集英社Cobalt文庫）

## 備註
1. ↑  青文出版社（維多利亞薔薇色系列）使用譯名，台灣角川及長鴻出版社均使用原名。

## 外部連結
- http://crc-uni.boo.jp/ （页面存档备份，存于） - 作者的Blog（日語）
- @moyasshi （页面存档备份，存于） - 作者的Twitter（日語）